# سیارک ۳۸۹۶۲
سیارک ۳۸۹۶۲ (به انگلیسی: 38962 Chuwinghung، نامگذاری:2000TN2) سی و هشت هزار و نهصد و شصت و دومین سیارک کشف شده‌است که در ۵ اکتبر ۲۰۰۰ کشف شد.